# Tom Prydie

a Compétitions nationales et continentales officielles uniquement.

b Matchs officiels uniquement.
Dernière mise à jour le 11 juillet 2023.
Thomas William John Prydie dit Tom Prydie, né le 23 février 1992 à Porthcawl au pays de Galles, est un joueur international gallois de rugby à XV, qui évolue au poste d'ailier ou d'arrière.

## Biographie
Prydie connaît des sélections du pays de Galles des moins de 18 ans en 2008-2009, avec 5 matchs et 62 points. Il intègre à plein temps la structure des Ospreys (sélection régionale) lors de l'été 2008. Le jeune joueur des Ospreys Tom Prydie rentre dans l'histoire pendant la saison 2009-2010 en entrant en jeu sur la pelouse lors de la rencontre de Coupe d'Europe de rugby à XV 2009-2010 pour la victoire contre Viadana en devenant le plus jeune joueur de la compétition européenne à l'âge de 17 ans et 293 jours. Au 20 mars 2010, il ne compte que trois matchs avec la franchise régionale. 
Il est toutefois appelé dans le groupe de l'équipe du pays de Galles pour le Tournoi des Six Nations 2010. Il est titulaire lors de la cinquième journée et devient le plus jeune international gallois. Il bat également le record de Mathew Tait en devenant le plus jeune joueur du tournoi des Six Nations. Il participe à 4 matchs (61 points) du Championnat du monde junior 2012 au cours duquel le pays de Galles finit 3e.

## Statistiques en équipe nationale
- 7 sélections avec l'équipe du pays de Galles
- 10 points (2 essais)
- Sélection par année : 4 en 2010, 1 en 2013, 2 en 2018
- Participation au Tournoi des Six Nations en 2010

## Palmarès

### En province
- Vainqueur de la Celtic League en 2010 avec les Ospreys.
- Finaliste du Pro14 en 2018 avec les Scarlets.

### Distinctions personnelles
- Meilleur réalisateur du Championnat du monde junior en 2012 (61 points).